# Vlahinja (Kuršumlija)
Vlahinja (em cirílico: Влахиња) é uma vila da Sérvia localizada no município de Kuršumlija, pertencente ao distrito de Toplica, na região de Toplica. A sua população era de 28 habitantes segundo o censo de 2011.

## Demografia
| 1948 | 1953 | 1961 | 1971 | 1981 | 1991 | 2002 | 2011 |
| ---- | ---- | ---- | ---- | ---- | ---- | ---- | ---- |
| 494  | 502  | 498  | 327  | 194  | 121  | 88   | 28   |